# Thierry Vermeulen

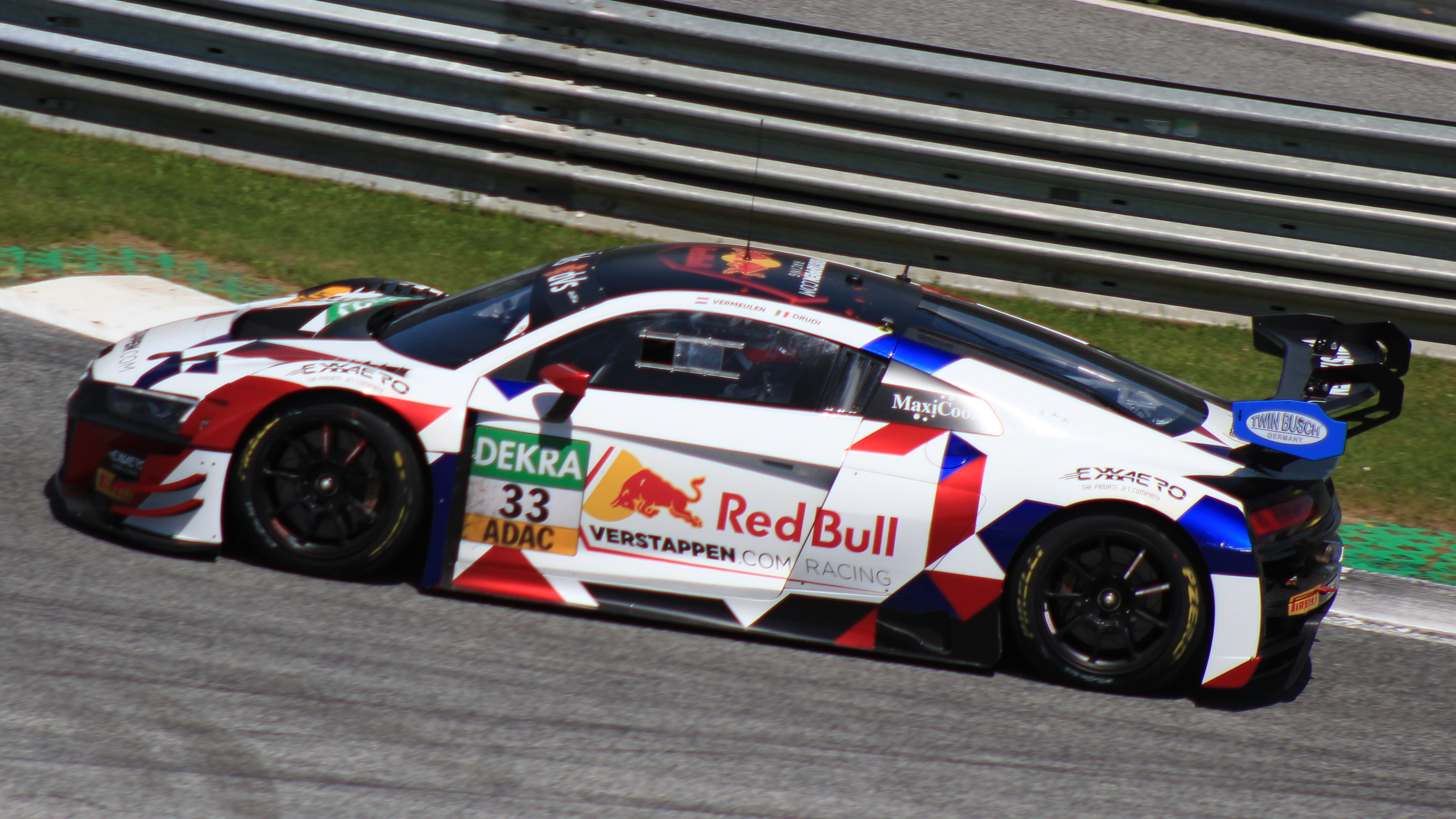
Thierry Vermeulen beim ADAC GT Masters in Spielberg im Jahre 2022

Thierry Vermeulen (* 29. Juli 2002 in Venlo) ist ein niederländischer Automobilrennfahrer. Er wohnt in Monaco und fährt ab der Saison 2023 in der DTM. Sein Vater Raymond Vermeulen ist der Manager von Max Verstappen.

## Karriere
Thierry Vermeulen begann seine Rennfahrerkarriere im Jahre 2020 im GT4 European Series. Sein erster Sieg war der Gewinn des 24H GT Series powered by Hankook im Jahre 2021. Weitere fünf Podiumsplatzierung erreichte er im Jahre 2020 in der ADAC GT Masters und der Porsche Sprint Challenge Middle East sowie beim 24-Stunden-Rennen auf dem Nürburgring im Jahre 2022.

## Statistik

### Karrierestationen
| - 2020 GT4 European Series – Silver Cup - 2021 Intercontinental GT Challenge - 2021 Porsche Carrera Cup Germany - 2021 24H GT Series powered by Hankook - 2022 Fanatec GT World Challenge Europe powered by AWS Endurance Cup Silver | - 2022 ADAC GT Masters (14 Rennen) - 2022 Porsche Sprint Challenge Middle East (10 Rennen) - 2022 24H GT Series powered by Hankook – 992-Pro class - 2023 24H Series Powered by Hankook – GT3 - 2023 DTM |

### 24H GT Series powered by Hankook – 992-Pro class
| Jahr | Team          | Fahrzeug                  | Platzierung |
| ---- | ------------- | ------------------------- | ----------- |
| 2022 | Team GP Elite | Porsche 911 GT3 Cup (992) | Gesamtsieg  |